# Dichroomzuur
Dichroomzuur is een sterk tweeprotisch zuur van chroom, met als brutoformule H2Cr2O7.
Met een pK2-waarde van 0,07 is het nog sterker dan chroomzuur. De stof komt nooit zuiver voor, enkel in sterk verdunde vorm. Zouten van dichroomzuur worden dichromaten genoemd en zijn ieder sterke oxidatoren. Voorbeelden hiervan zijn natriumdichromaat, kaliumdichromaat en het vaak bij de demonstratie van een chemische reactie gebruikte ammoniumdichromaat.

## Toepassingen
Dichroomzuur wordt ingezet bij het verwijderen van alle organische resten in glaswerk (als oplossing van kaliumdichromaat in zoutzuur). Verder is het een oxidator in onder andere de Jones-oxidatie